# Fidel de Sousa
Fidel Hélder de Sousa znany jako Fidel (ur. 5 września 1999 w Mocubie) – mozambicki piłkarz grający na pozycji prawego obrońcy. Jest wychowankiem klubu Black Bulls.

## Kariera klubowa
Swoją karierę piłkarską Fidel rozpoczął w klubie Black Bulls. W 2018 roku zadebiutował w jego barwach w trzeciej lidze mozambickiej. Wraz z nim wywalczył mistrzostwo Mozambiku w sezonie 2021, dwa wicemistrzostwa Mozambiku w sezonach 2022 i 2023 oraz zdobył Puchar Mozambiku w 2023.

## Kariera reprezentacyjna
W reprezentacji Mozambiku Fidel zadebiutował 13 października 2020 w przegranym 0:3 towarzyskim meczu z Angolą, rozegranym w Rio Maior.